# Grand Menhir
Der Grand Menhir, auch Grand Menhir Brisé (grand: „groß“, maen: „Stein“, hir: „lang“), ist der größte bekannte Menhir der Welt. Das jungsteinzeitliche Monument wurde bereits im Jahr 1889 als Monument historique anerkannt.

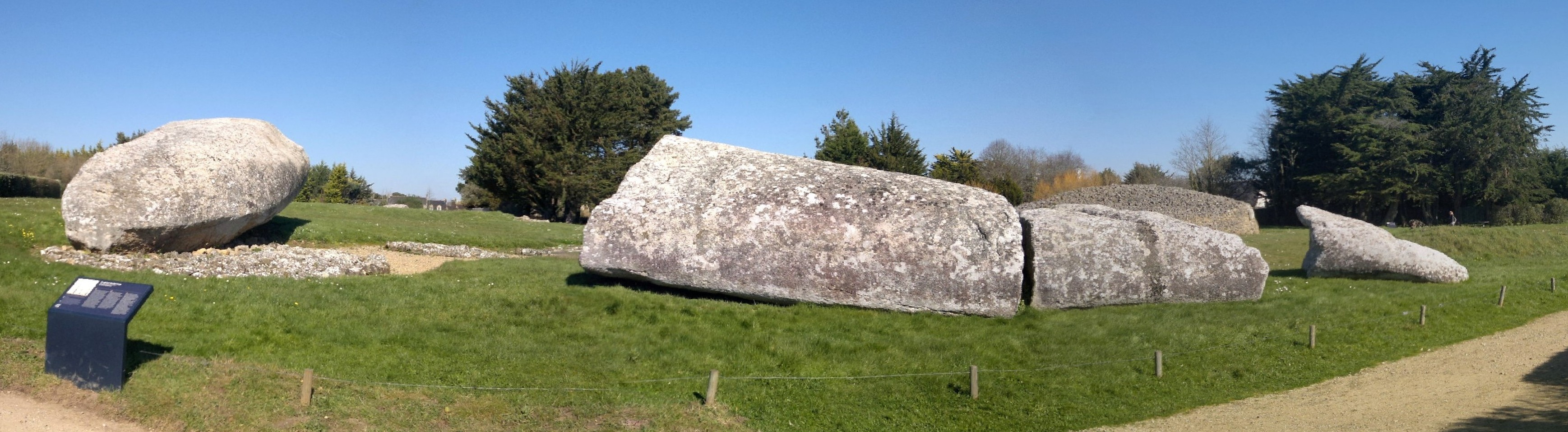
Grand Menhir Brisé in Locmariaquer

## Lage

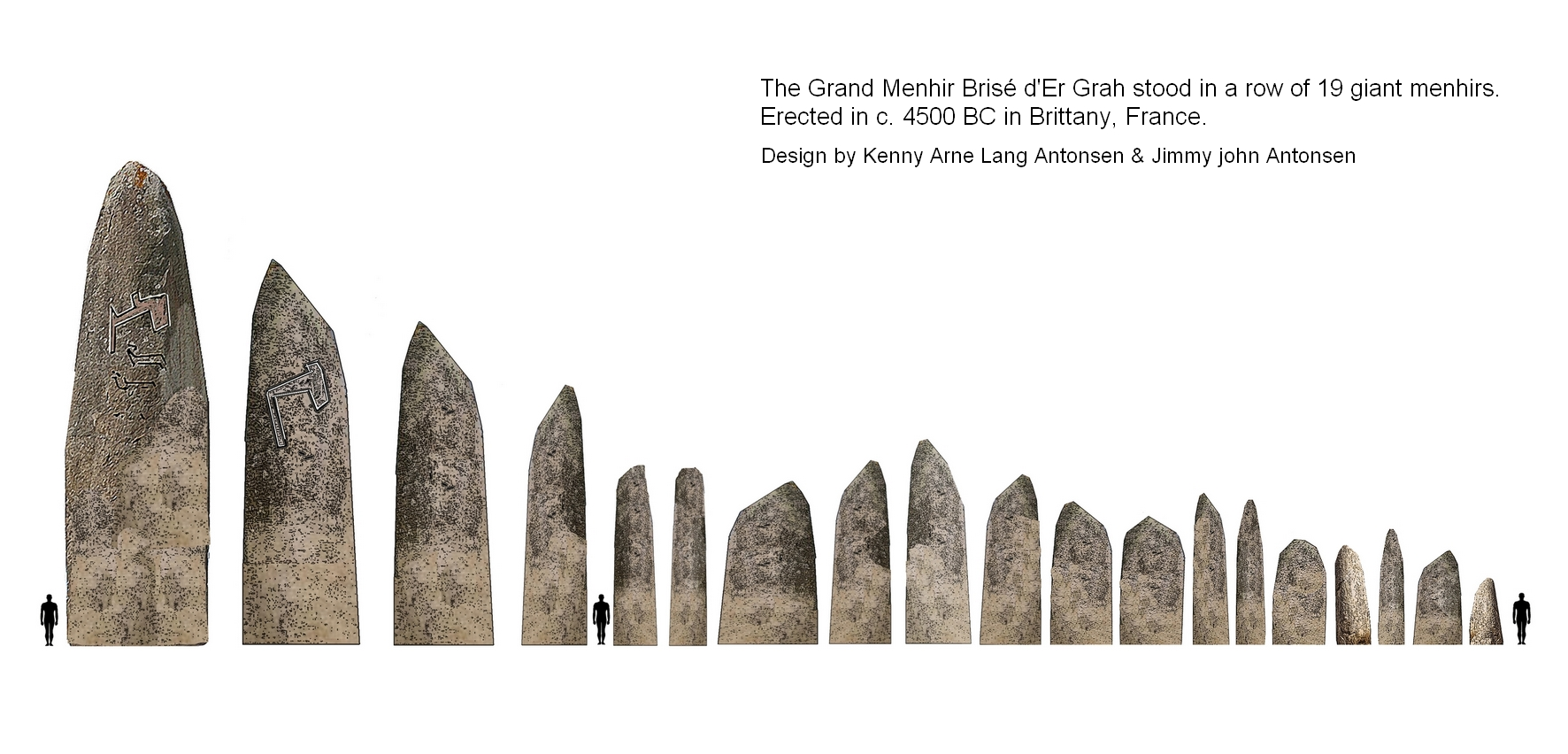
Der Grand Menhir stand einst am Beginn einer Reihe von 19 immer kleiner werdenden Großsteinen.

Der umgestürzte Stein liegt innerhalb der nach den Ausgrabungsarbeiten in den 1980er und 1990er Jahren eingerichteten 'Archäologischen Zone' von Locmariaquer, einer kleinen Gemeinde südlich von Auray, etwa 12 km von Carnac entfernt, am Golf von Morbihan in der Bretagne in Frankreich.

## Herkunft und Maße

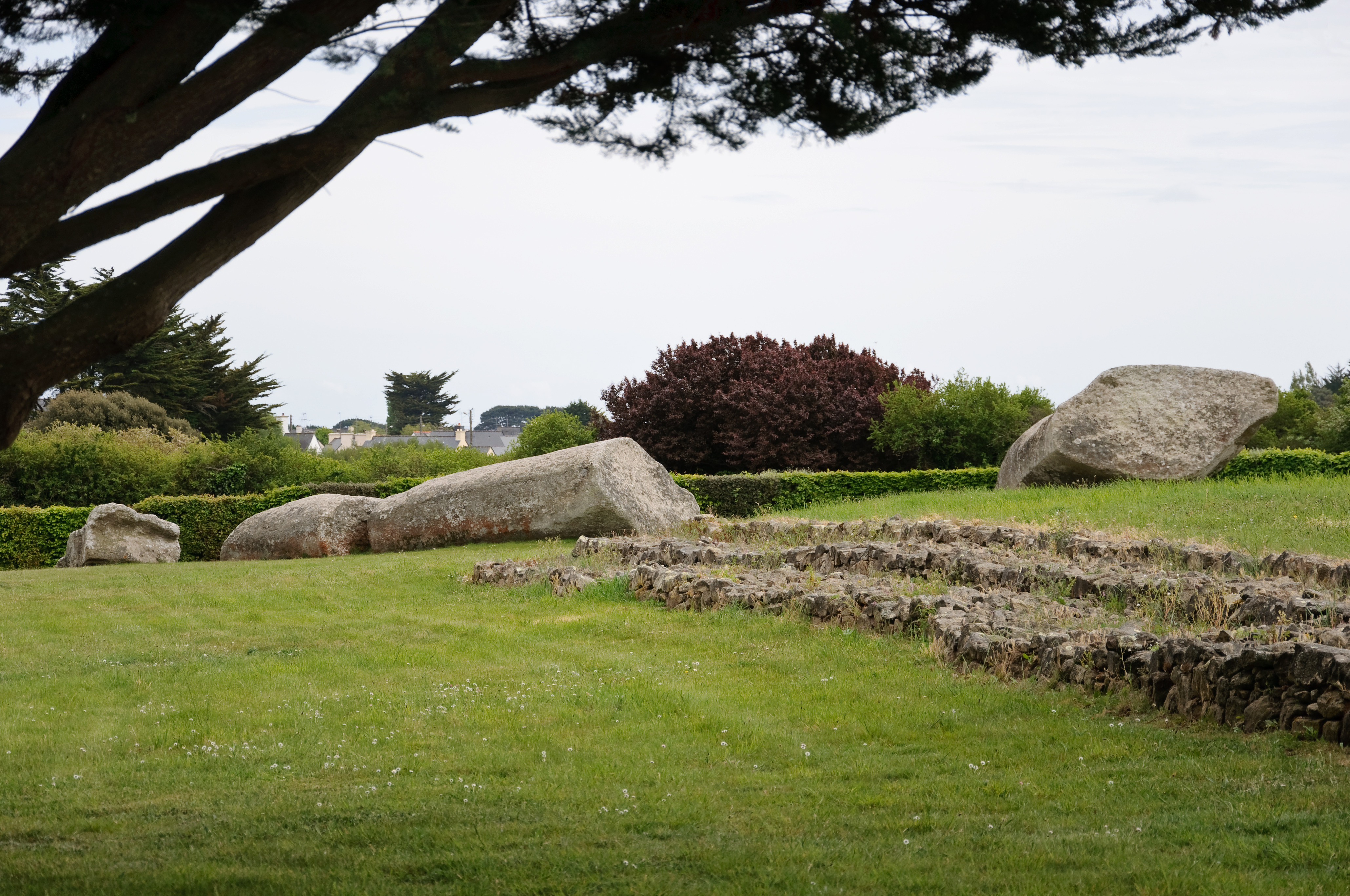
Der Grand Menhir Brisé zerbrach in vier unterschiedliche Teilstücke mit vergleichsweise geraden Bruchkanten.

Der Grand Menhir besteht aus dem granitähnlichen, doch gegenüber echtem Granit leichter zu bearbeitendem, Orthogneis-Gestein und wurde aus der Umgebung von Auray (Entfernung etwa 10 km) hierher geschafft – die hierbei verwendete Technik ist jedoch unbekannt – mit Hilfe von Hebelstämmen und Erdanschüttungen aufgerichtet und in ein vorbereitetes, etwa 2 m tiefes Erdloch gesetzt; ob bei diesem Vorgang bereits Seile zum Einsatz kamen, ist eine ungeklärte Frage.
Der Stein war ursprünglich etwa 20,60 m lang und erreichte aufgerichtet eine Höhe von ca. 18,50 m. Die Außen- und Flachseiten des Steines sind gerundet, was entweder – aus Gründen der Gewichtsersparnis – noch im Steinbruch und/oder am Aufstellungsort geschah. Sein Gesamtgewicht beträgt etwa 280 Tonnen (nach anderer Meinung 330 Tonnen). Eine genaue Betrachtung der Oberfläche lässt Spuren der Bearbeitung des Steines erkennen; mittels Schlagsteinen aus Quarz wurde die Oberfläche geglättet. Dies geschah, nachdem der Stein aufgerichtet worden war, denn die Basis, die in den Boden eingelassen war, weist keine Bearbeitungsspuren auf.
Heute besteht der gewaltige Stein aus vier Teilstücken: Drei Teilstücke liegen in südwestlicher Richtung; das untere, leicht gebauchte Teilstück fiel etwa in Querrichtung dazu. Das größte Teilstück ist ca. 7 m lang (davon befanden sich etwa 2,30 m unterhalb des Erdbodenniveaus), die beiden mittleren Teilstücke messen jeweils etwa 4,50 m und das obere Teilstück erreicht immerhin noch eine Länge von über 4,10 m.

## Geschichte

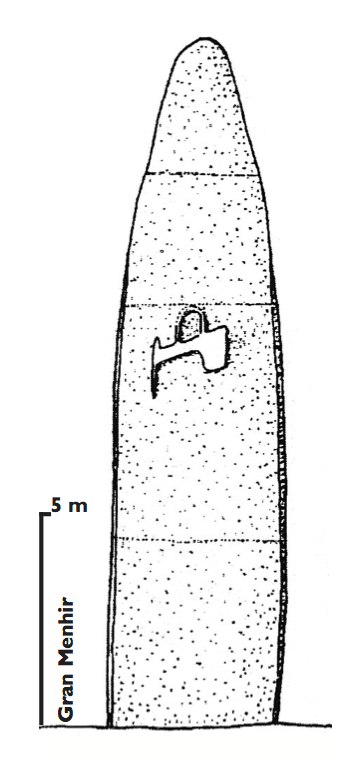
Rekonstruktionszeichnung des Grand Menhir

Der Stein wurde um 4500 v. Chr. als Teil eines Alignements aus 19 Großsteinen errichtet, welches auf eine freistehende Stele zuführte – den späteren Hauptstein der Table des Marchand. Etwa 200–300 Jahre nach seiner Aufrichtung stürzte der Menhir um, ob von Menschenhand oder etwa durch ein Erdbeben ist wissenschaftlich bis heute ungeklärt – möglicherweise war es beabsichtigt, Teilstücke als Deckenplatten für einen oder mehrere Dolmen wiederzuverwenden, wie es bei anderen Bauten in der Umgebung (Table des Marchand, Er Grah, Gavrinis, Mané Rutual) geschah. Beim Umstürzen zerbrach er in vier Teile, wobei beinahe gerade Bruchkanten mit weitgehend ebenen Flächen entstanden.

## Ornamentik
In den aufrecht stehenden Stein bzw. in den oberen Bereich des zweitgrößten Teilstücks wurde die Darstellung eines Pflugs, möglicherweise auch einer Steinaxt mit einem hölzernen Stiel eingeritzt, die jedoch durch Wind und Wetter stark erodiert und somit kaum noch erkennbar ist.

## Umgebung
Ein weiterer umgestürzter Menhir, der Menhir couché von Bronso auch Men-Bronso befindet sich etwa 300 m südlich. Auch er ist seit dem Jahr 1938 als Monument historique anerkannt.